# Torneo Supercup 1998
Il Torneo Supercup 1998 si è svolto nel 1998, nella città di Brema.

## Squadre partecipanti
1. Francia
2. Germania
3. Grecia
4. Russia

## Classifica
| Pos. | Team     |
| ---- | -------- |
| 1    | Francia  |
| 2    | Russia   |
| 3    | Germania |
| 4    | Grecia   |